# Andrew Clyde
Andrew Clyde (Ontario, 22 de novembro de 1963) é um político e empresário canadense e membro Câmara dos Representantes dos Estados Unidos pelo 9º distrito congressional da Geórgia.